# Conducció saltatòria

La propagació del potencial d'acció a les neurones mielíniques és més ràpida que a les neurones no mielíniques a causa de la conducció saltatòria.

En neurociència, conducció saltatòria (from llatí saltus 'salt, salt') és la propagació dels potencials d'acció al llarg dels axons mielinitzats des d'un node de Ranvier fins al següent, augmentant la velocitat de conducció dels potencials d'acció. Els nodes no aïllats de Ranvier són els únics llocs al llarg de l'axó on s'intercanvien ions a través de la membrana de l'axó, regenerant el potencial d'acció entre les regions de l'axó que estan aïllades per la mielina, a diferència de la conducció elèctrica en un circuit simple.

## Mecanisme
Els axons mielinitzats només permeten que es produeixin potencials d'acció als nodes no mielinitzats de Ranvier que es produeixen entre els entrenudes mielinitzats. És per aquesta restricció que la conducció saltatòria propaga un potencial d'acció al llarg de l'axó d'una neurona a velocitats significativament superiors a les que seria possible en els axons no mielinitzats (150 m/s en comparació amb 0,5 a 10 m/s). A mesura que el sodi entra al node, crea una força elèctrica que empeny els ions que ja estan dins de l'axó. Aquesta ràpida conducció del senyal elèctric arriba al següent node i crea un altre potencial d'acció, refrescant així el senyal. D'aquesta manera, la conducció saltatòria permet que els senyals nerviosos elèctrics es propaguin a llargues distàncies a velocitats elevades sense cap degradació del senyal. Tot i que el potencial d'acció sembla saltar al llarg de l'axó, aquest fenomen és en realitat només la ràpida conducció del senyal dins de la porció mielinitzada de l'axó. Si tota la superfície d'un axó estigués aïllada, els potencials d'acció no es podrien regenerar al llarg de l'axó, donant lloc a la degradació del senyal.

Propagació del potencial d'acció al llarg de la fibra nerviosa mielinitzada

## L'eficiència energètica
A més d'augmentar la velocitat de l'impuls nerviós, la beina de mielina ajuda a reduir la despesa energètica sobre la membrana de l'axó en el seu conjunt, ja que la quantitat d'ions de sodi i potassi que s'han de bombar per tornar les concentracions a l'estat de repòs després cada potencial d'acció es redueix.

## Distribució
La conducció saltatòria es produeix àmpliament a les fibres nervioses mielinitzades dels vertebrats, però més tard es va descobrir en un parell de fibres gegants mielinitzades medials de gambes Fenneropenaeus chinensis i Marsupenaeus japonicus, així com en una fibra gegant mitjana de un cuc de terra. També s'ha trobat conducció saltatòria a les fibres mielinitzades de mida petita i mitjana de la gamba Penaeus.